# Myanmar Diaries
Myanmar Diaries és una pel·lícula documental del 2022 dirigida pel col·lectiu anomenat The Myanmar Film Collective. Produïda entre Myanmar, Països Baixos i Noruega, la pel·lícula es va estrenar el 13 de febrer de 2022 a la secció Panorama de la Berlinale, on va rebre el Premi de Cinema Documental. S'ha subtitulat al català.
Pel que fa a la cinematografia, la pel·lícula híbrida es mou constantment entre el documental i la ficció.

## Sinopsi
Myanmar Diaries mostra el país després del cop d'estat militar de l'1 de febrer de 2021 a través de diaris cinematogràfics de joves figures de l'oposició. Les gravacions amb telèfons mòbils de periodistes ciutadans mostren la brutal i arbitrària repressió de l'exèrcit contra els manifestants. Els detalls que semblen insignificants reben una importància cabdal: una dona jove amb una samarreta vermella és afusellada perquè aquest color s'interpreta com un signe de protesta. Algunes escenes de pel·lícules mostren cineastes al seu entorn domèstic. Encara que no puguin mostrar la cara, són palpables la ràbia i tristesa per la pèrdua d'amics, la por a la repressió, però també la seva esperança i determinació. Tot i que l'esperit d'optimisme que havia prevalgut al país durant els anteriors deu anys va ser reprimit brutalment, l'esperança no s'ha perdut. La pel·lícula es pot interpretar com un acte de resistència utilitzant els mitjans del cinema.

## Producció

### Col·lectiu
La direcció, el guió, la fotografia i el muntatge estan en mans de The Myanmar Film Collective.
Es tracta d'un grup de deu cineastes birmans nascuts als anys noranta que veuen el seu treball com una forma de resistència. Els cineastes romanen en l'anonimat per motius de seguretat i no hi pot haver crèdits individuals dels membres del grup. Per motius de solidaritat, tots els altres implicats en la pel·lícula també es van abstenir de fer-ho.

### Gravacions
La pel·lícula va ser produïda per Corinne van Egeraat. La productora i el seu marit Petr Lom, que ja havien impulsat un curtmetratge polític sobre Myanmar, van rebre les gravacions originals de Myanmar com a base per a la pel·lícula. Els creadors confiaven que el metratge s'assemblaria creativament en una pel·lícula. Tot i que una part del material estava disponible prèviament a les xarxes socials, era difícil d'accedir a un públic internacional a causa de les barreres lingüístiques.